# Quasimodo van de Molendreef
Quasimodo van de Molendreef (né le 17 avril 1993) est un étalon de robe baie, inscrit au stud-book BWP, qui a  concouru en saut d'obstacles jusqu'au niveau Grand Prix, avant d'être voué à la reproduction. Fils du célèbre Heartbreaker, il est aussi le père du non moins célèbre Hello Sanctos.

## Histoire
Quasimodo van de Molendreef naît le 17 avril 1993, à l'élevage de Roegiersd, à Ertvelde, en Belgique.
Il atteint le niveau Grand prix en compétition, puis est blessé en 2006. Jan Greve l'achète au Mexicain Jaime Azcárraga, par l'intermédiaire de Hank Melse, et le voue dès lors à la reproduction. 
En décembre 2012, alors âgé de 16 ans, il est vendu par Jan Greve à la Suède. En janvier 2018, il est envoyé en Allemagne, à la station de monte de Martin Determann.

## Description
Quasimodo van de Molendreef est un étalon de robe baie, inscrit au stud-book du BWP. Il toise 1,70 m.

## Origines
Quasimodo est un fils d'un étalon KWPN très connu, Heartbreaker, père de nombreux chevaux d'obstacle internationaux. Son grand-père maternel est Lys de Darmen, un étalon de valeur.

## Descendance
Quasimodo van de Molendreef est le père de Hello Sanctos, son plus célèbre descendant.